# کامینسک
کامینسک (به لاتین: Kamieńsk) یک شهرک در لهستان است که در شهرستان رادومسکو واقع شده‌است.

## خصوصیات
کامینسک ۱۱٫۹۹ کیلومترمربع مساحت و ۲٬۸۵۸ نفر جمعیت دارد.